# Петер фон Залм-Райфершайд
Петер фон Залм-Райфершайт (на немски: Peter von Salm-Reifferscheidt; * 1469; † 13 ноември 1505, Кьолн) е граф на Залм, господар на Райфершайт, Дик, Алфтер и други, и наследствен маршал на Курфюрство Кьолн. Той е родоначалник на по-късните князе на Залм-Райфершайд-Дик–Краутхайм–Райц-Бедбург.

## Произход
Той е син на Йохан VI фон Залм-Райфершайд († 1475) и съпругата му Ирмгард фон Вефелингхофен († 1474), наследничка на Алфтер, дъщеря на Вилхелм II фон Вефелингхофен († 1452) и Рихарда фон Алфтер († 1425).

## Фамилия
Петер фон Залм-Райфершайт се жени на 3 май 1480 г. за Регина фон Сайн (* 22 декември 1461; † 3 ноември 1495, Дик), дъщеря на граф Герхард II фон Сайн († 1493) и Елизабет фон Зирк († 1498). Те имат децата:
- Йохан VIII (* 25 юни 1488; † 26 март 1537), граф на Залм, господар на Райфершайт, Дик, Алфтер и други, женен на 31 октомври 1505 г. за Анна фон Хоя и Бруххаузен († 17 август 1539)
- Франц († 1499 млад)
- Юта († 5 октомври 1543), омъжена пр. 1507 г. за Винцец фон Шванберг, господар на Ерпрат († 4 октомври 1543)
- Елизабет († сл. 1510), монахиня в Алфтер
- Ирмгард († ок. 1525), абатиса на Гересхайм

## Галерия
- Замъкът Райфершайт, ок. 1725
- Дворецът Дик (Залм-Райфершайд-Дик)
- Дворецът Алфтер (Залм-Райфершайд-Дик)